# Veel geluk, professor!
Veel geluk, professor! is een Vlaamse dramareeks naar het gelijknamige boek uit 1949 van Aster Berkhof. Het scenario is van de hand van Paul Koeck, de regisseur was Kurt Vervaeren. De serie werd een eerste maal op VTM uitgezonden in 2001 en werd hernomen begin 2008. In het voorjaar van 2008 werd de serie ook uitgebracht op dvd.
De 34 jaar jonge Peter Falke is een getalenteerde, maar onbekende historicus en Rubens-expert. Hij kan invallen voor een zieke collega in de exclusieve jaarlijkse vakantieacademie van het Thompson Instituut die in een Zwitsers luxe hotel wordt ingericht. De meeste leerlingen zijn verwende rijkeluiskinderen, met veel meer interesse voor amusement in het skioord Zell am See dan voor de lessen. Een van de leerlingen, Ann Shirling, gaat een weddenschap aan over de nieuwe leerkracht. Wanneer de wat onhandige en schuwe Peter Falke ook nog eens verliefd wordt op Ann, tot leedvermaak van zijn veel oudere collega's, stapelen de misverstanden en situaties zich op.
De serie werd gedeeltelijk op locatie opgenomen in maart 2000 in het Oostenrijkse Zell am See.

## Rolverdeling

### Hoofdrollen
- Robert de la Haye: Pierre Falke
- Katrien De Ruysscher: Ann Shirling
- Tuur De Weert: Professor Brückner
- Dimitri Dupont: Reginald Shirling
- Karel Deruwe: Xavier De Frontillac
- François Beukelaers: de kolonel
- Bob De Moor: Frans
- Werner De Smedt: Jim Collin
- Steven Van Herreweghe: Eddy Lebon
- Kristoff Clerckx: Jean de Versac
- Jeron Amin Dewulf: Georges
- Katrien Devos: Edith Darnell

### Andere rollen
- Jan Van Hecke: Gabriël Carné
- Alex Wilequet: Rector Berkhof
- Luc Springuel: de dokter
- Robert Borremans: de hoteldirecteur
- Katrien De Becker: Fried Lomann
- Annemarie Lemaître: Yolande Tourrel
- Chris Lomme: Mevrouw Thompson
- Jenny Tanghe: Guardiani
- Karen van Parijs: Elizabeth Shirling
- Walter Moeremans
- Marc Schillemans
- Tone Brulin
- Chris Gillis
- Gelijn Molier
- Luk D'Heu
- Eric Kerremans
- Lisette Mertens
- Peter Schoenaerts
- Bart Van Lierde
- Sophie Winters